# Misgolas bithongabel
Misgolas bithongabel är en spindelart som beskrevs av Raven och Wishart 2006. Misgolas bithongabel ingår i släktet Misgolas och familjen Idiopidae.
Artens utbredningsområde är Queensland. Inga underarter finns listade i Catalogue of Life.